# Solanum incanum
Solanum incanum är en potatisväxtart som beskrevs av Carl von Linné. Solanum incanum ingår i släktet skattor som ingår i familjen potatisväxter. Inga underarter finns listade i Catalogue of Life.